# OpenTTD
OpenTTD ist eine freie Neuimplementierung (Nachbau) der Engine des 1994 erschienenen Wirtschafts-Simulationsspieles Transport Tycoon Deluxe von Chris Sawyer. Im Gegensatz zu dem auf Microsoft DOS und Windows beschränkten Original wurde OpenTTD auf zahlreiche weitere Betriebssysteme und Plattformen portiert, darunter verschiedene unixoide Systeme (GNU/Linux, Mac OS X, BSD), OS/2, die PSP und Palm sowie Windows Mobile. Auch für Android, Symbian-Geräte, der Nintendo Wii und den Nintendo DS sind inzwischen Versionen verfügbar.
Vergleichbar zur inoffiziellen Modifikation TTDPatch, für das Original Transport Tycoon Deluxe, wurden die ursprünglichen Funktionen des Spiels erweitert und neue, wie z. B. ein Mehrspieler-Modus mit bis zu 255 Teilnehmern in 15 Firmen, hinzugefügt.

## Geschichte
Die Entwicklung begann am 6. März 2004 – ungefähr zehn Jahre nach Erscheinen des Vorbildes – mit Veröffentlichung der Version 0.1 durch Ludvig „Ludde“ Strigeus, der auch für die Entwicklung von ScummVM sowie des BitTorrent-Clients µTorrent bekannt ist. Grundlage war eine Analyse der disassemblierten Originaldateien, nach welcher eine Neufassung in C unter Verwendung der SDL-Bibliotheken entwickelt wurde. Der Autor veröffentlichte nur acht Tage später die erste Bugfix-Version 0.1.1 mit einigen Neuerungen. Die Version 0.2 erschien bereits im folgenden Monat. Die Popularität des Spiels nahm daraufhin zu und weitere Programmierer traten dem Projekt bei, „Ludde“ selbst blieb ihm jedoch nur bis Version 0.3.3 vom 14. Juli 2004 erhalten. Nach seinem Ausscheiden wurde OpenTTD einem vollständigen Refactoring unterzogen und größtenteils in C++ übertragen.
Der derzeitige Entwicklungsstand kann jederzeit aus dem Git-Repository bezogen werden. Jeden Tag um ca. 20.00 Uhr wird ein Nightly Build erstellt. Neben Fehlerbehebungen enthält es meist Änderungen und Aktualisierungen der verschiedenen Übersetzungen, manchmal aber auch neue, und daher ungetestete, Funktionen.
Am 1. April 2010 erschien OpenTTD-Version 1.0.0, das erstmals vollständig ohne die originalen Spieldateien genutzt werden konnte, diese werden aber weiterhin unterstützt.
Seit der am 1. April 2021 erschienenen Version 1.11.0 ist OpenTTD auf der Vertriebsplattform Steam zu finden. Seit dem 10. Juni 2021 ist OpenTTD auch auf GOG.com zu finden. Zudem ist es auch über den Microsoft Store erhältlich. Seit Version 12 ist im Mehrspielermodus keine Portweiterleitung mehr nötig.

## Spielprinzip

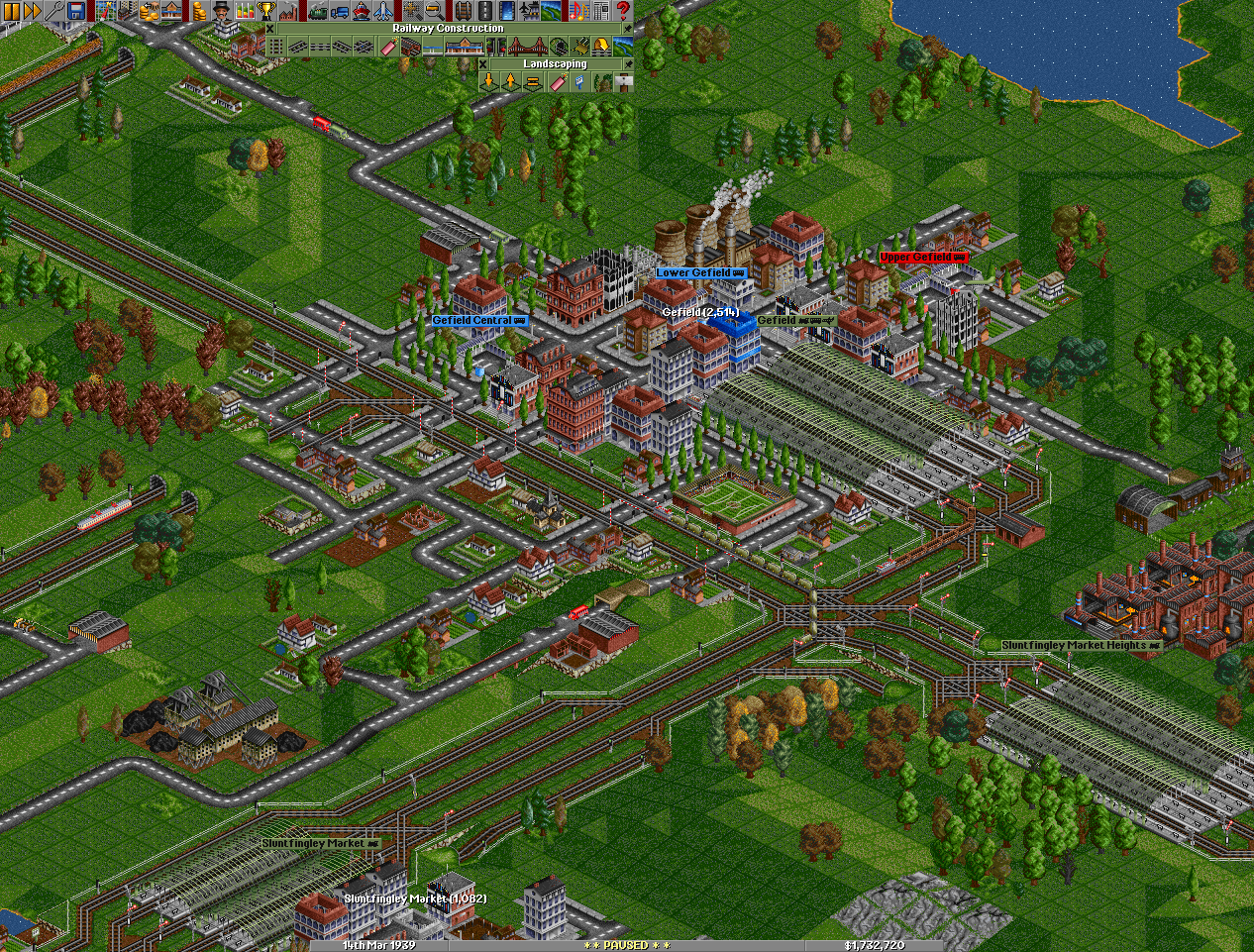
Spielgrafik mit freiem OpenGFX Grafikset

Der Spieler ist Leiter eines Transportunternehmens und muss diesem zur Blüte verhelfen.
In der Spiellandschaft findet man bereits zu Beginn des Spieles einige Städte und Wirtschaftsbetriebe, die Perspektive des Spielers auf die Spiellandschaft ist isometrisch.
Der Spieler kann nun die Betriebe mit Gütern, die dort benötigt werden, beliefern bzw. Güter, die dort produziert werden, dorthin bringen, wo sie benötigt werden. Als Beispiel sei hier der Transport von Kohle vom Kohlebergwerk zum Kraftwerk genannt. Für diesen Transport wird der Spieler entlohnt und kann sein Unternehmen weiter ausbauen.
Mit dem Transport zu den verarbeitenden Betrieben steigt die dortige Produktion an Gütern. Einige Betriebe verarbeiten die Rohstoffe und Güter auch zu sogenannten „Waren“ weiter, die dann in die Städte geliefert werden können.
Es ist ebenfalls möglich, Passagiere und Post zwischen den Städten zu transportieren.
Mit der Zeit werden weitere Technologien entwickelt und dem Spieler für die Modernisierung des Fuhrparks zur Verfügung gestellt. Der Startzeitpunkt des Spiels ist frei wählbar. Die Technologien wie die Magnetschwebebahn haben dabei einen dedizierten Startzeitpunkt.
Der Transport der Güter und Passagiere erfolgt entweder auf dem Landweg – mit Straßen- und Schienenfahrzeugen –, auf dem Seeweg oder per Luftfracht. Ölbohrinseln werden dabei von Tankern und Hubschraubern angefahren. Städte können mit Bus, Nah- und Fernverkehrszügen oder Flugzeugen angesteuert werden. Letztere sind lukrativer, jedoch auch in der Anschaffung teurer.
Es besteht die Möglichkeit, mit Signalanlagen komplexere Schienensysteme zu bauen und auf diese Weise die Wege der Schienenfahrzeuge zu optimieren. Die Streckenführung lässt sich mit guter Kenntnis der Spielmechanik so optimieren, dass die Züge in vollem Tempo dicht an dicht fahren. Andernfalls entstehen sehr lange Zugstaus; die Lieferzeiten der Güter zu den Betrieben verlängern sich, Umsatz und Gewinn sinken. Die Städte können z. B. wegen schlechter Reputation (große Änderungen auf dem Gelände der Stadt, schlechte Beförderung von Gütern) Stationsumbauten des Spielers verweigern oder die Betriebe stellen die Produktion/Weiterverarbeitung mangels Transport ein.

## Unterschiede zum Vorbild
Neben der offensichtlichen Portierung auf andere Betriebssysteme und Plattformen bietet OpenTTD auch zahlreiche inhaltliche und grafische Änderungen und Verbesserungen. Zuvorderst ist der neuimplementierte und stark überarbeitete Mehrspieler-Modus zu nennen, der im Gegensatz zum Vorbild direkt integriert ist und es erlaubt, OpenTTD über IP-basierte LAN sowie das Internet zu spielen. Neben lokalen, werden dedizierte Server unterstützt. Auf diesen können bis zu 255 Teilnehmer in maximal 15 Firmen gleichzeitig spielen. Es gibt weltweite OpenTTD-Spieltage, an denen Spieler aus aller Welt teilnehmen, um sich besser kennenzulernen, Fehler im Spiel zu finden und ihre Fähigkeiten im gegenseitigen Wettbewerb zu messen. Im Vergleich zum Einzelspieler-Modus ändert sich das Gameplay im Mehrspieler-Modus geringfügig.
Das im TTDPatch-Projekt entwickelte NewGRF-System zur Änderung oder Erweiterung der im Spiel enthaltenen Grafiken und Verhaltensweisen der einzelnen Simulationsobjekte, sowie zur Erweiterung des Fahrzeug- und Industrieparks, wurde auch in OpenTTD implementiert. Die meisten Einstellungen können jedoch über eine direkt im Spiel integrierte grafische Oberfläche getätigt werden, die auch das Nachladen und Aktualisieren von Erweiterungen aus dem Internet vom zentralen „Content-Server“ des Projekts unterstützt.
Die Algorithmen zur Wegfindung wurden verbessert (z. B. rechts abbiegen, um die Trasse nach links zu nehmen, statt den Weg nicht zu finden). Pfadbasierte Signale bei Zugstrecken, um den Gleisbereich realistischer zu gestalten. Auch ist das Bauen auf unebenem Gelände umfassender möglich.

## Community
OpenTTD ist in zahlreichen Linux-Distributionen verfügbar. Zahlreiche Mods für Fahrzeuge, Straßen, Texturen etc. können in Form von NewGRFs abgerufen werden. Dafür ist eine eigene, in das Spiel integrierte abrufbare Datenbank vorhanden.

## Variationen

### Patches

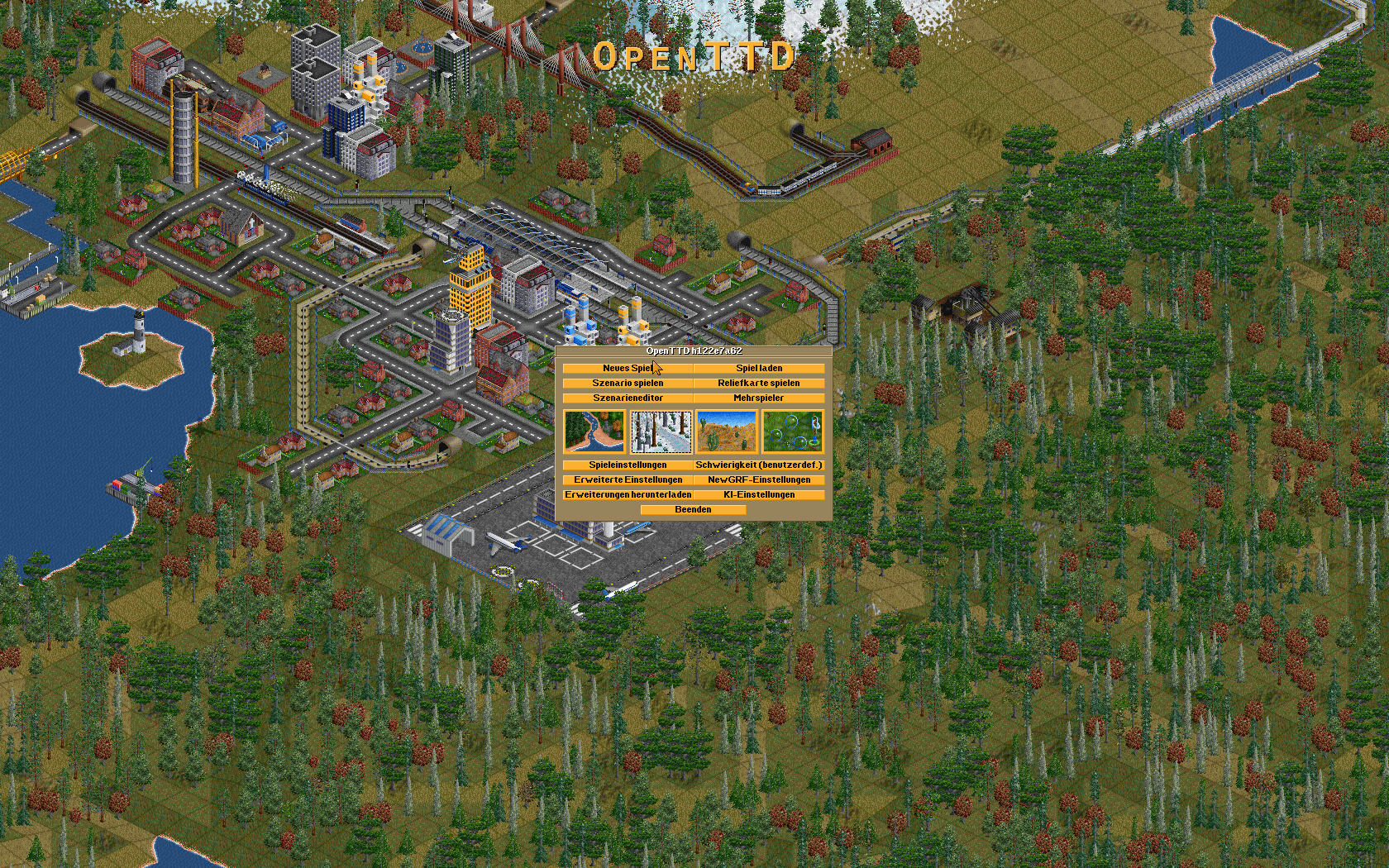
Das Startmenü der Open-TTD-Erweiterung Chill's Patchpack

Patches verändern grundlegende Dinge des Spiels. Beispielsweise hatten Passagiere und Güter mit dem „CargoDist“-Patch bestimmte Ziele und lassen sich nicht mehr an beliebigen Orten abladen. Dieser Patch ist mittlerweile in das Standardspiel integriert.
Mehrere Patches werden oft in Patchpacks zusammengefasst. Eines der bekanntesten ist Chill’s Patchpack, dieses fügt zum Beispiel den „CargoDist“-Patch, größere Karten, höhere Berge und weitere Änderungen hinzu.

### NewGRF
NewGRF steht für New Graphics Resource File. NewGRF stellt eine Schnittstelle für Erweiterungen an OpenTTD wie z. B. Fahrzeuge, Verkehrswege oder auch Häuser dar. NewGRF-Dateien enden mit der Endung .grf. Standardmäßig werden die einzelnen Erweiterungen in einer einzigen .grf-Datei abgespeichert. Manchmal werden die Erweiterungen auch in einem unkomprimierten Archiv herausgegeben, wo dann auch eine Readme, ein Changelog und eine Lizenz beiliegen kann.
Meistens werden die Erweiterungen über das Spiel heruntergeladen; über das Spiel ist eine Datenbank verfügbar, von denen einige Erweiterungen direkt heruntergeladen werden können. Das Format NewGRF ist der Nachfolger vom GRF (Graphics Resource File). Dieses Format wurde in der Transport-Tycoon-Deluxe-Erweiterung TTDPatch angewandt. So gibt es das DB-Set mit deutschen Zügen.

## Abhängigkeiten
Zur eigenhändigen Kompilierung ist ein aktueller C++-Compiler, eine Toolchain sowie eine Portierung der SDL-Bibliotheken auf die Zielplattform vonnöten.
OpenTTD benötigt keinerlei Dateien des Originalspiels, alle notwendigen Dateien können von der OpenTTD-Projektseite bezogen, bei der Installation nachgeladen oder spielintern automatisch oder manuell bezogen werden. Die Formate der ursprünglichen Grafik- und Sounddateien sowie Hintergrundmusik des Originalspieles werden unterstützt, um ein nostalgisches Aussehen im Spiel zu bewirken, das Projekt stellt jedoch mit OpenGFX, OpenSFX und OpenMFX eigene, abwechselnd nutzbare Grafik-, Sound- und Musikpakete (sog. Sets) zur Verfügung, die sich in Architektur und Design an den Vorbildern orientieren, jedoch vollständig neu erstellt wurden.
Daneben existiert auch ein separates Projekt, das stilistisch völlig neue und unabhängig konzipierte Grafiken entwirft. Größtenteils kommt dafür das freie 3D-Modeling-Programm Blender zum Einsatz, für das auch verschiedene OpenTTD-typische Standardelemente (Straßen, Bäume, Fenster, verschiedene Wandtexturen usw.) zentral zur Verfügung stehen. Neben neuen Grafiken stehen dann im Spiel auch zwei zusätzliche Zoom-Stufen zur Verfügung. Mittlerweile gibt es auch ein Grafikpaket, welches die 32bpp-Farbpalette unterstützt, während alle anderen nur die 8bpp-Farbpalette unterstützen.

## Rezeption
Laut einer Rezension im Freien Magazin vom Juli 2010 sei OpenTTD grafisch und im Audiobereich stark veraltet. Von Vorteil seien jedoch die geringen Anforderungen an die Hardware. Fans von Wirtschaftssimulationen erhalten dennoch einen fesselnden Titel. Von den Steam-Nutzern wurde OpenTTD sehr positiv rezensiert. Oftmals wurde der schnörkellose Spielspaß gelobt. Wer Aufbauspiele mag, werde viel Freude mit dem Titel haben. Das Fehlen eines Tutorials erschwere jedoch den Einstieg.